# Waiporia
Genre
Waiporia est un genre d'araignées aranéomorphes de la famille des Orsolobidae.

## Distribution
Les espèces de ce genre sont endémiques de Nouvelle-Zélande.

## Liste des espèces
Selon World Spider Catalog (version 15.5, 4/11/2014) :
- Waiporia algida (Forster, 1956)
- Waiporia chathamensis Forster & Platnick, 1985
- Waiporia egmont Forster & Platnick, 1985
- Waiporia extensa (Forster, 1956)
- Waiporia hawea Forster & Platnick, 1985
- Waiporia hornabrooki (Forster, 1956)
- Waiporia mensa (Forster, 1956)
- Waiporia modica (Forster, 1956)
- Waiporia owaka Forster & Platnick, 1985
- Waiporia ruahine Forster & Platnick, 1985
- Waiporia tuata Forster & Platnick, 1985
- Waiporia wiltoni Forster & Platnick, 1985

## Publication originale
- Forster & Platnick, 1985 : A review of the austral spider family Orsolobidae (Arachnida, Araneae), with notes on the superfamily Dysderoidea. Bulletin of the American Museum of Natural History, no 181, p. 1-229 (texte intégral).